# Artimete
Artimete (em armênio: Արտիմետ; romaniz.: Artimet) ou Atarbequiã (Աթարբեկեան, Atarbekean) é uma aldeia no município de Valarsapate, na província de Armavir, na Armênia. Tem uma população de 1704 habitantes no censo de 2011, acima dos 1638 no censo de 2001. Nela se encontra uma igreja dedicada a São Gregório, o Iluminador, fundada em 1836.